# Arif Hüseynov
Arif Hüseynov, né le 30 octobre 1943 à Qala, district de Bakou, est un artiste azerbaïdjanais soviétique. Il a été désigné artiste du peuple d'Azerbaïdjan.

## Biographie
Diplômé de l'école d'art Azim Azimzade, Arif Hüseynov poursuit ses études à l'Université d'Université d'État de la Culture et des Arts d'Azerbaïdjan. Pendant plus de 40 ans, il travaille comme peintre. Avant cette période, il travaillait principalement dans les domaines du graphisme de chevalet et de livre. Ses expositions personnelles ont toujours lieu dans diverses villes du monde - Moscou, Prague, Istanbul, Tokyo et Bakou.
Les œuvres d'Arif Hüseynov sont conservées au Musée national d'art d'Azerbaïdjan, au Musée national d'art oriental de Moscou, à la Galerie nationale d'art d'Azerbaïdjan, ainsi que dans des collections privées.

## Expositions personnelles
- 1984 : 100 illustrations Bakou-Moscou
- 2006 : Galerie Daikokuya, Tokyo
- 2009 : Galerie Berlin-Bakou, Berlin
- 2012 : M.A. Sabir Khophopname, Centre des musées, Bakou
- 2012 : Conte de fées azerbaïdjanais, Bakou[3]

## Expositions collectives
- 1977 : BAM, Bakou-Moscou
- 1980 : Exposition graphique, Bakou
- 1985 Palette de l'amitié, Bakou-Moscou-Prague
- 1994 : Fuzuli-500, Centre d'art de Bakou
- 2007 : Chankart, Ankara
- 2009-2010 : D'Est en Est, Bakou
- 2012 : Miniature azerbaïdjanaise. Traditions et modernité, Bakou
- 2013 : Siècles et générations, Bakou

## Récompenses et titres
- 1992 : Artiste émérite d'Azerbaïdjan
- 1995 : Prix Humai pour l'ensemble de ses réalisations en beaux-arts
- 2006 : Artiste du peuple d'Azerbaïdjan
- 2008 : Pension d'honneur du Président de la République d'Azerbaïdjan.